# Smile (サスケのアルバム)
『Smile』（スマイル）は、サスケのアルバム。2004年10月6日にMoMoMo Recordsよりリリースされた。

## 解説
- サスケのオリジナルアルバム。

## チャート記録
オリコンチャートでは、「青いベンチ」のヒットによる知名度の上昇もありデビュー・アルバムにして初登場8位を記録。その後もセールスを伸ばし、登場4週目でTOP3入りを果たした。

## 収録曲
| 全作詞・作曲: 北清水雄太、全編曲: 関淳二郎。 |                          |            |            |      |
| #                                            | タイトル                 | 作詞       | 作曲・編曲 | 時間 |
| 1.                                           | 「Smile」                | 北清水雄太 | 北清水雄太 | 4:25 |
| 2.                                           | 「紫陽花の詩」           | 北清水雄太 | 北清水雄太 | 3:37 |
| 3.                                           | 「明日には笑えるように」 | 北清水雄太 | 北清水雄太 | 4:46 |
| 4.                                           | 「雨の遊園地」           | 北清水雄太 | 北清水雄太 | 4:58 |
| 5.                                           | 「12月のリング」         | 北清水雄太 | 北清水雄太 | 4:41 |
| 6.                                           | 「青いベンチ」           | 北清水雄太 | 北清水雄太 | 4:02 |
| 7.                                           | 「旅立つ君へ」           | 北清水雄太 | 北清水雄太 | 3:25 |
| 合計時間:                                    | 合計時間:                | 29:54      |            |      |